# Гедьєшалом
Гедьєшалом (угор. Hegyeshalom, нім. Straß-Sommerein) — село з приблизно 3600 мешканцями в окрузі Дьєр-Мошон-Шопрон, Угорщина, на кордоні з Австрією та менше 15 км від кордону зі Словаччиною.

## Історія
Грамота, видана Андрієм II Угорським у 1217 році, згадує поселення як Гегельсхальм. Після османських воєн місто заселили німецькі єврейські поселенці. Вони були знищені під час другої світової війни. Назва Hegyeshalom походить від двох угорських слів = hegyes + halom. Слово «hegyes» означає «гористий» (або «піднятий»), а слово «halom» означає «купа» (або «пагорб»).

## Перетин кордону

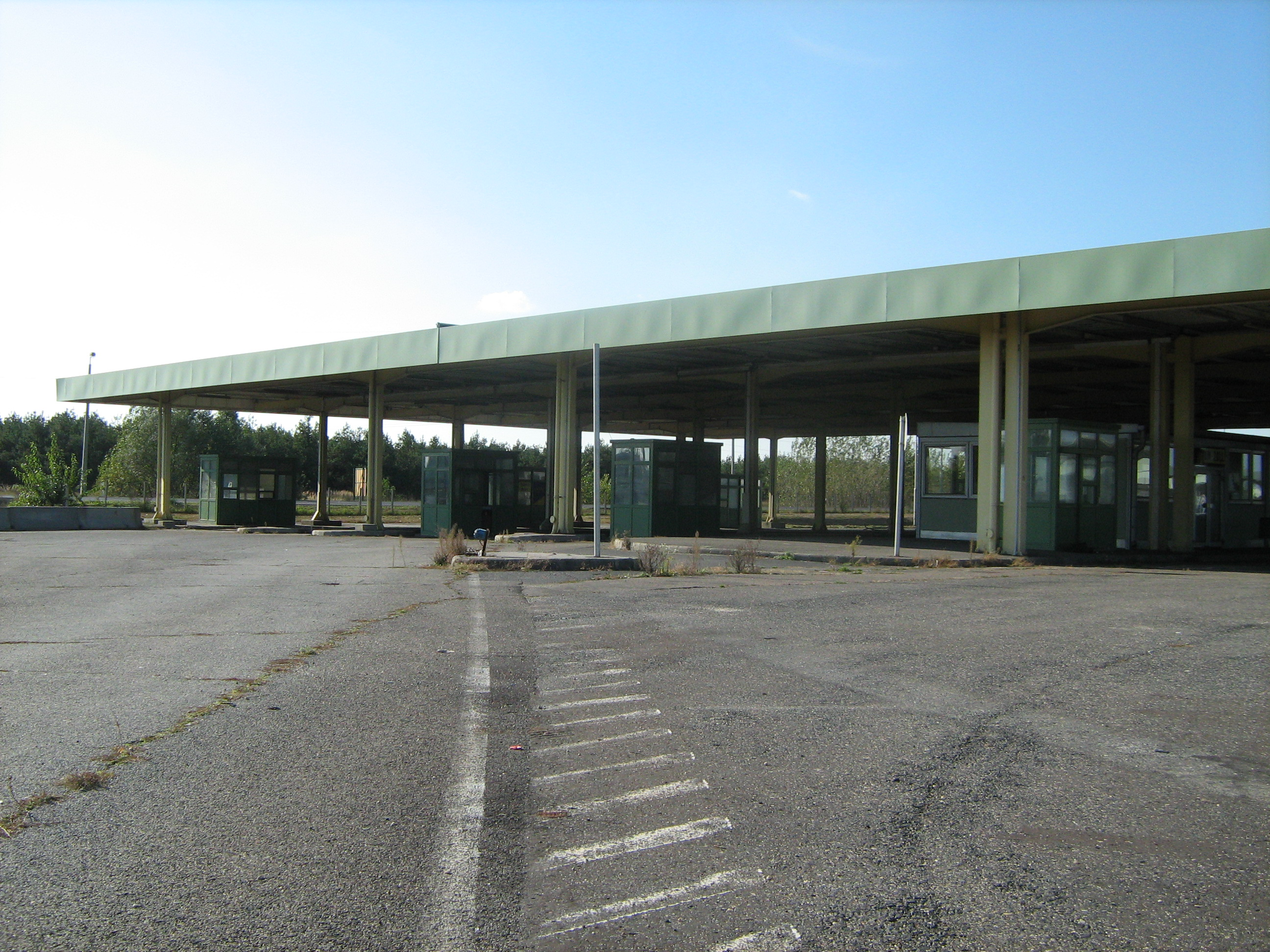
Покинутий прикордонний контрольно-пропускний пункт Хедьєшалом

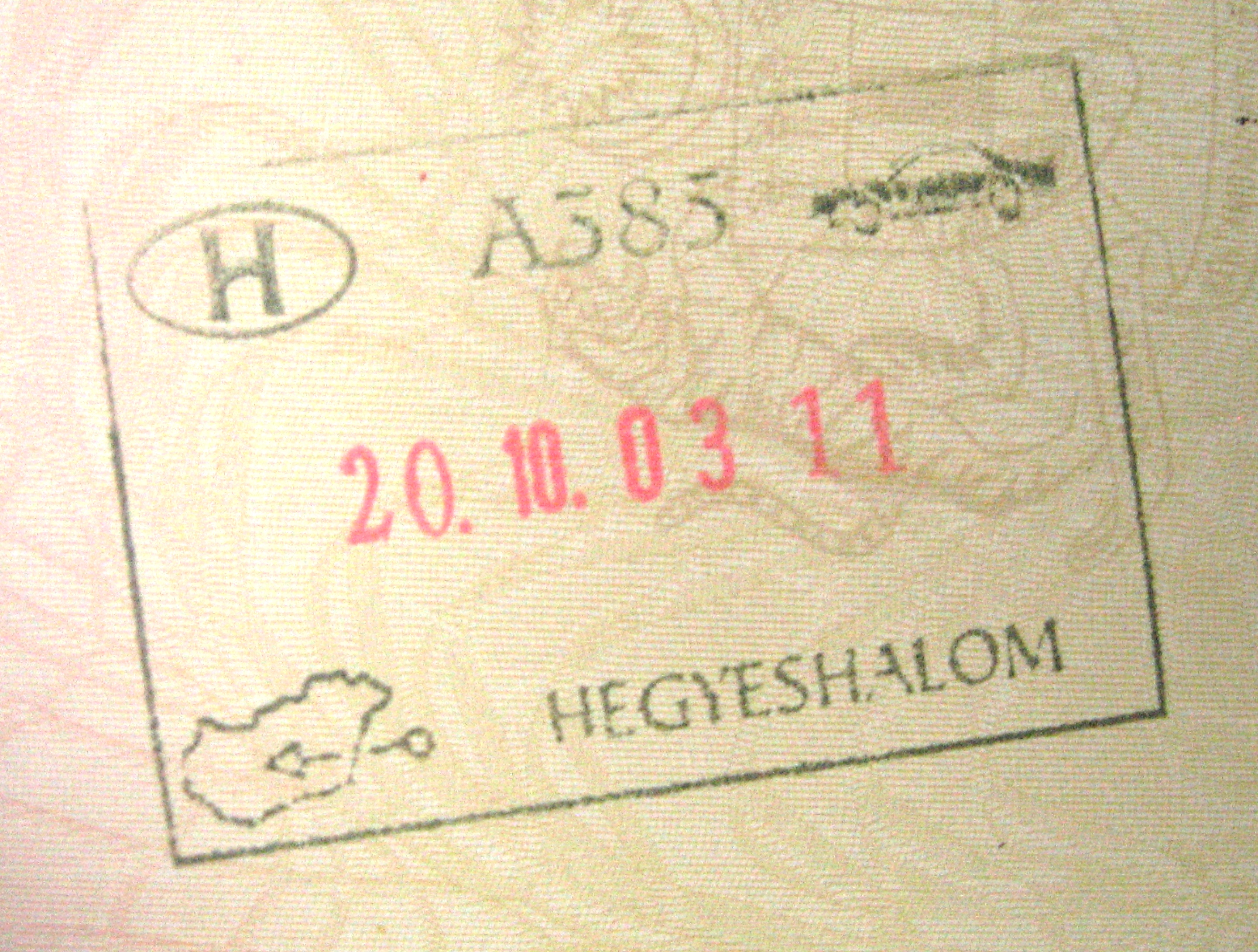
В'їзний штамп у паспорті до ЄС з Хедьєшалома.

До 21 грудня 2007 року, 00:00 годин за центральноєвропейським часом, Гедьєшалом був важливим пунктом перетину кордону та контрольним пунктом між Австрією, Словаччиною та Угорщиною. Однак прикордонний контроль припинився, оскільки Угорщина та Словаччина приєдналися до Шенгенської зони.
Через Гедьєшалом проходить угорська автомагістраль М1. Він з’єднується з австрійською автострадою А4 через кордон у Нікельсдорфі.